# Robertlandy Simón
Robertlandy Simón Aties (Guantánamo, 11 giugno 1987) è un pallavolista cubano, centrale della You Energy.

## Palmarès

### Club
- Campionato sudcoreano: 2

2014-15, 2015-16
- Campionato brasiliano: 2

2016-17, 2017-18
- Campionato italiano: 3

2018-19, 2020-21, 2021-22
- Coppa Italia: 4

2013-14, 2019-20, 2020-21, 2022-23
- Coppa del Brasile: 1

2018
- Supercoppa brasiliana: 2

2016, 2017
- Campionato mondiale per club: 2

2016, 2019
- Champions League: 1

2018-19
- Challenge Cup: 1

2012-13
- Campionato sudamericano per club: 2

2017, 2018
- V.League Top Match: 1

2015

### Nazionale (competizioni minori)
- Campionato mondiale Under-21 2005
- Coppa America 2005
- Giochi centramericani e caraibici 2006
- Giochi panamericani 2007
- Coppa America 2007
- Coppa America 2008
- NORCECA Champions Cup 2019
- NORCECA Final Six 2022[2]
- Coppa panamericana 2022[3]

### Premi individuali
- 2007 - Giochi panamericani: Miglior muro
- 2007 - Coppa America: MVP
- 2007 - Coppa America: Miglior schiacciatore
- 2007 - Coppa America: Miglior muro
- 2008 - Coppa America: Miglior realizzatore
- 2008 - Coppa America: Miglior schiacciatore
- 2009 - World League: Miglior schiacciatore
- 2009 - World League: Miglior muro
- 2009 - Campionato nordamericano: Miglior muro
- 2009 - Grand Champions Cup: MVP
- 2009 - Grand Champions Cup: Miglior muro
- 2009 - Grand Champions Cup: Miglior servizio
- 2010 - Campionato mondiale: Miglior muro
- 2014 - Campionato mondiale per club: Miglior centrale
- 2015 - V-League: MVP 1º round
- 2015 - V-League: MVP 3º round
- 2015 - V-League: Miglior opposto
- 2015 - V.League Top Match: MVP
- 2016 - V-League: MVP 1º round
- 2016 - V-League: MVP delle finali play-off
- 2017 - Campionato sudamericano per club: Miglior centrale
- 2017 - Campionato mondiale per club: Miglior centrale
- 2018 - Campionato sudamericano per club: MVP
- 2018 - Superliga Série A: Miglior servizio
- 2018 - Campionato mondiale per club: Miglior centrale
- 2019 - NORCECA Champions Cup: MVP
- 2019 - NORCECA Champions Cup: Miglior centrale
- 2019 - Campionato mondiale per club: Miglior centrale
- 2020 - Coppa Italia: MVP
- 2021 - Campionato mondiale per club: Miglior centrale
- 2022 - Superlega: MVP